# Innerbraz
Innerbraz ist eine Gemeinde in Österreich in Vorarlberg im Bezirk Bludenz mit 1091 Einwohnern (Stand 1. Jänner 2025).

## Geographie
Der Ort Innerbraz liegt im Klostertal am Fluss Alfenz auf 708 Metern Höhe. Die Gemeinde umfasst das Tal zwischen Außerbraz und Dalaas sowie die Hänge nördlich und südlich davon. Im Norden liegt die Masonalpe, begrenzt durch die Pitschiköpfe (2280 m) und den Schafberg (2413 m). Im Süden steigt das Land im Garnilawald auf rund 1800 Meter an. Auffällig ist, dass die Gemeindegrenze nicht am Höhenrücken, sondern etwa bei der Waldgrenze liegt.
Die Größe der Gemeinde ist zwanzig Quadratkilometer. Davon sind 55 Prozent bewaldet, neun Prozent werden landwirtschaftlich genutzt, acht Prozent sind Almen, beinahe ein Viertel hochalpines Gebiet.

### Gemeindegliederung
Es existieren keine weiteren Katastralgemeinden in Innerbraz.

### Nachbargemeinden
Die Gemeinde Innerbraz ist von vier anderen Vorarlberger Gemeinden umgeben, die alle ebenso wie Innerbraz im Bezirk Bludenz liegen.
Es sind dies von Norden beginnend im Uhrzeigersinn die Gemeinden Raggal im Großen Walsertal, Dalaas, die ebenso wie Innerbraz im Klostertal liegt, Bartholomäberg im Montafon sowie die Bezirkshauptstadt Bludenz am Talanfang des Walgaus. Direkte Verkehrsverbindungen von Innerbraz in die Nachbargemeinden bestehen aufgrund der Lage im west-östlich verlaufenden Klostertal nur mit Dalaas, das taleinwärts liegt, und dem Bludenzer Ortsteil Außerbraz, der talauswärts in Richtung Walgau gelegen ist.
|         | Raggal                                      |        |
| Bludenz | Kompassrose, die auf Nachbargemeinden zeigt | Dalaas |
|         | Bartholomäberg                              |        |

## Geschichte
Innerbraz ist wahrscheinlich die älteste Siedlung des Klostertales, sie wurde 1282 erstmals urkundlich erwähnt.
Die Habsburger regierten die Orte in Vorarlberg wechselnd von Tirol und Vorderösterreich (Freiburg im Breisgau) aus. Von 1805 bis 1814 gehörte der Ort zu Bayern, dann wieder zu Österreich. Zum österreichischen Bundesland Vorarlberg gehört Innerbraz seit der Gründung 1861. Der Ort war 1945 bis 1955 Teil der französischen Besatzungszone in Österreich.
Der Name Braz stammt vom lateinischen „prates“ – Wiese ab.
1884 wurde die Arlbergbahn mit den Bahnhöfen Braz und Hintergasse eröffnet.
Der Ort wurde am 11. August 1995 überregional bekannt durch den Eisenbahnunfall von Braz 1995, bei dem drei Menschen ums Leben kamen und 17 Personen schwer verletzt wurden. Das Unglück wurde durch eine Mure ausgelöst, die die Bahnbrücke über den Masonbach eingerissen hatte.

### Bevölkerungsentwicklung
Der Ausländeranteil lag Ende 2002 bei 8,4 Prozent.

## Kultur und Sehenswürdigkeiten

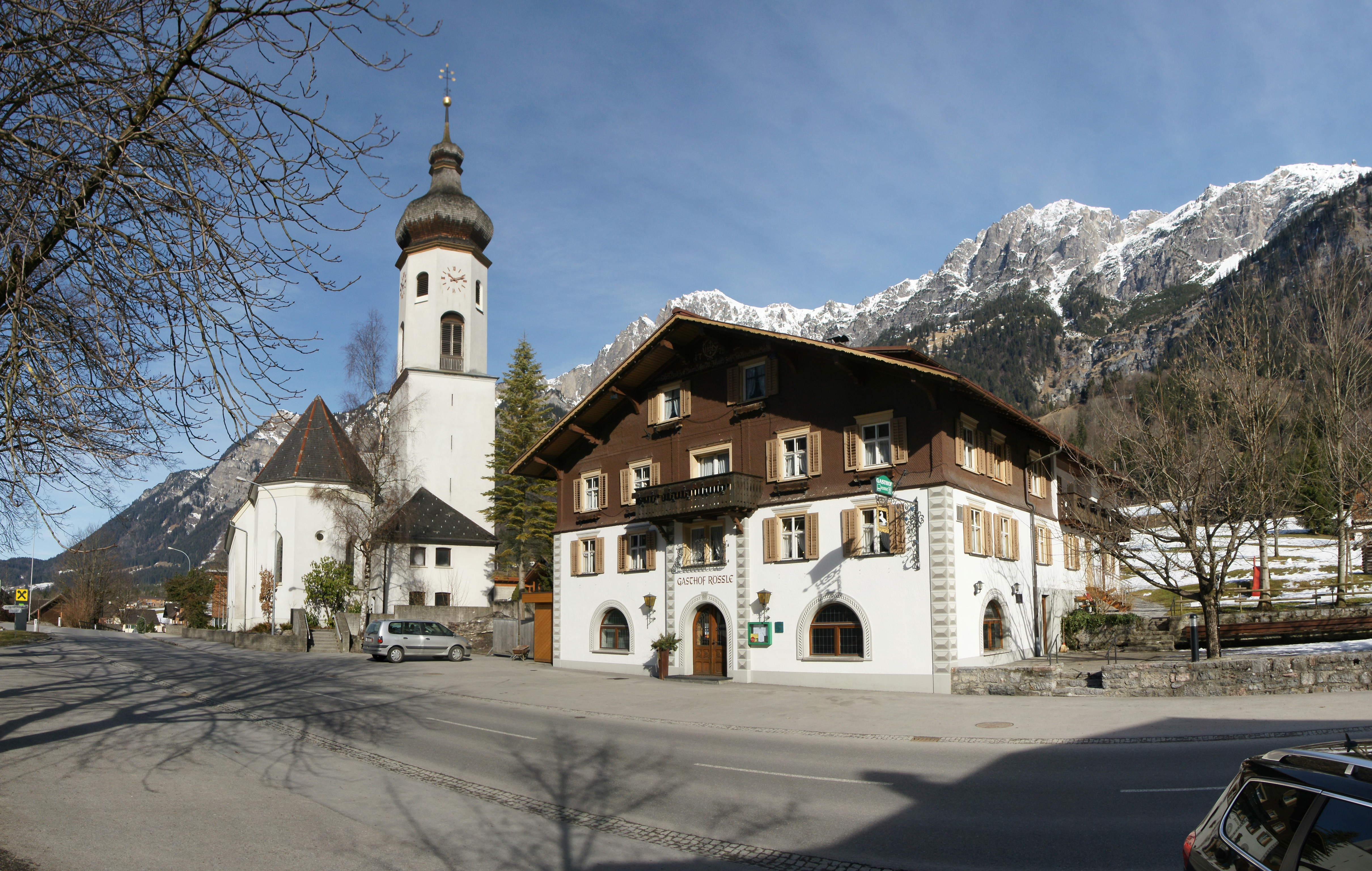
Pfarrkirche Braz und Gasthof Rössle

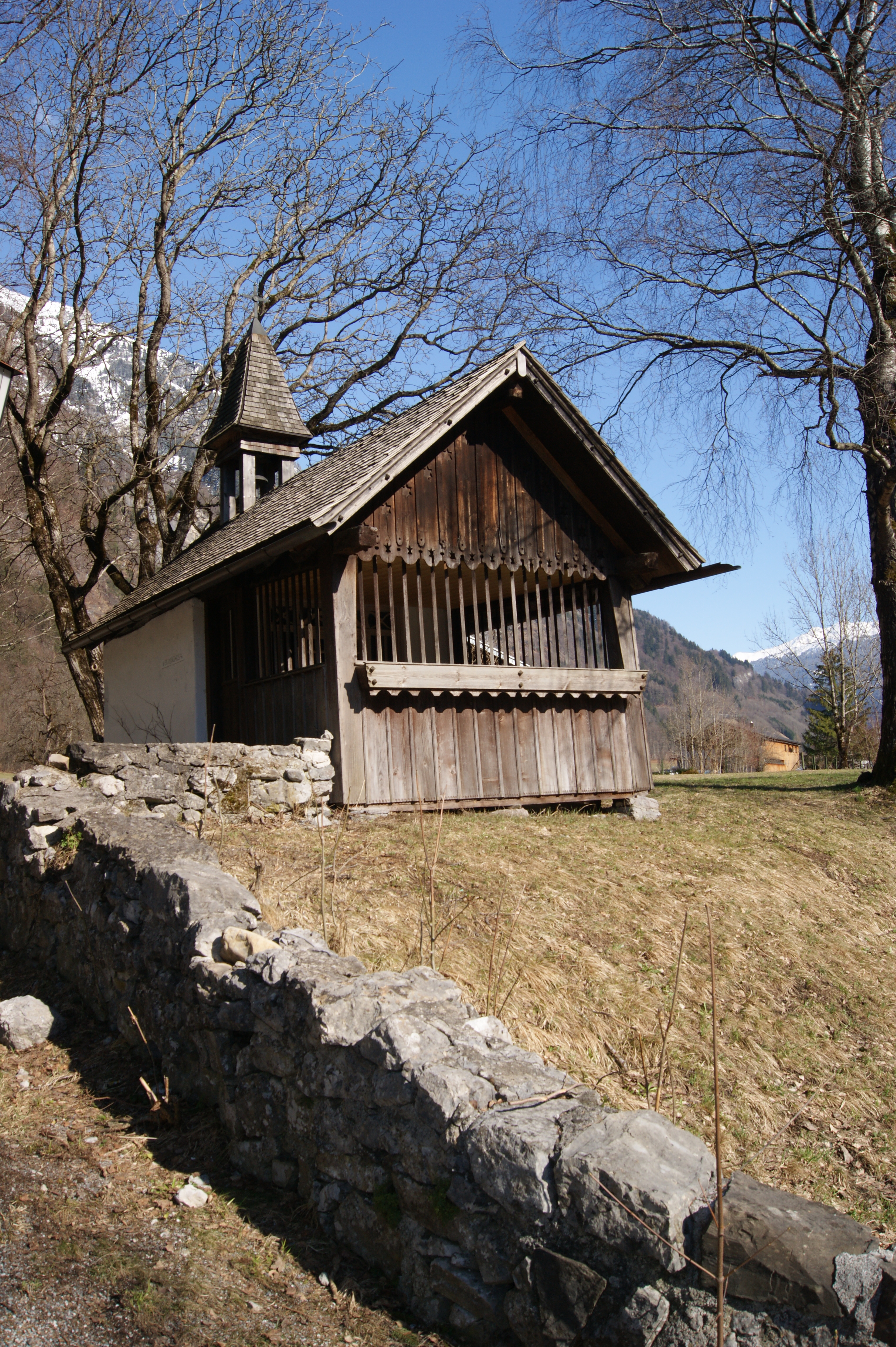
Magnuskapelle

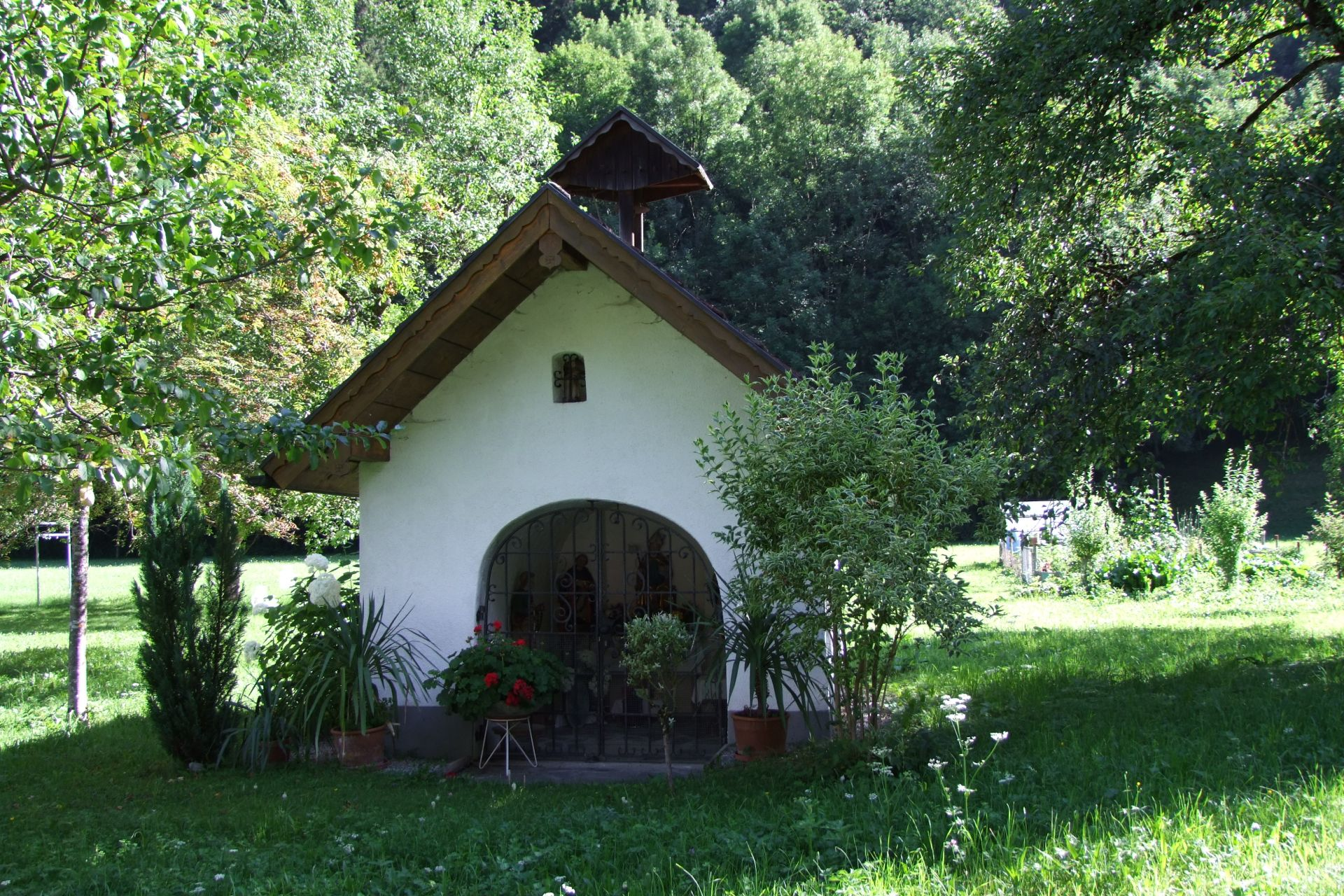
Kapelle hl. Wolfgang

- Katholische Pfarrkirche Braz hl. Nikolaus
- Wegkapelle hl. Magnus
- Maria-Hilf-Kapelle Innerbraz
- Wegkapelle hl. Wolfgang

## Wirtschaft und Infrastruktur

### Wirtschaftssektoren
Im Jahr 2010 wurden von den 17 landwirtschaftlichen Betrieben drei im Haupt-, zehn im Nebenerwerb und vier von juristischen Personen geführt. Diese vier bewirtschafteten 88 Prozent der Flächen. Von den 29 Erwerbstätigen des Produktionssektors arbeiteten dreizehn in der Energieversorgung und jeweils acht im Bereich Herstellung von Waren und in der Bauwirtschaft. Die größten Arbeitgeber im Dienstleistungssektor waren die Bereiche soziale und öffentliche Dienste (46), Handel (29) und Beherbergung und Gastronomie (14 Erwerbstätige).
| Wirtschaftssektor            | Anzahl Betriebe | Anzahl Betriebe | Erwerbstätige | Erwerbstätige |
| Wirtschaftssektor            | 2011            | 2001            | 2011          | 2001          |
| ---------------------------- | --------------- | --------------- | ------------- | ------------- |
| Land- und Forstwirtschaft 1) | 17              | 23              | 5             | 2             |
| Produktion                   | 7               | 5               | 29            | 17            |
| Dienstleistung               | 28              | 30              | 95            | 149           |

1) Betriebe mit Fläche in den Jahren 2010 und 1999
| Im Jahr 2011 lebten 439 Erwerbstätige in Innerbraz. Davon arbeiteten 51 in der Gemeinde, beinahe neunzig Prozent pendelten aus. Eröffnung Sozialzentrum: 22. Oktober 2005 | Die zur Anzeige dieser Grafik verwendete Erweiterung wurde dauerhaft deaktiviert. Wir arbeiten aktuell daran, diese und weitere betroffene Grafiken auf ein neues Format umzustellen. (Mehr dazu) |

### Bildung
Im Ort gibt es 46 Schüler an der Volksschule und 161 Schüler an der Mittelschule (Stand: 2020/21). In Innerbraz gibt es zudem einen Kindergarten.

### Verkehr
- Eisenbahn: Am nördlichen Hang des Alfenztales verläuft die Arlbergbahn. Der Bahnhof Braz in Ausserbraz wird im Personenverkehr nicht mehr bedient, ebenso der Bahnhof Hintergasse hoch über dem Ortsteil Gatschief. Die nächsten Betriebsbahnhöfe sind außerhalb des Gemeindegebiets Dalaas im Osten und Bludenz im Westen. Die nächsten im Personenverkehr bedienten Bahnhöfe sind Bludenz (Regionalverkehr, Fernverkehr) und Langen am Arlberg (Fernverkehr).
- Straße: Durch das Gemeindegebiet verläuft die Arlberg Schnellstraße S16.

### Sport und Freizeit
Innerbraz besitzt ein Freibad und bietet im Winter eine Langlaufloipe.  Zahlreiche Wanderwege führen zu den umliegenden Bergen des Klostertals.

## Politik

### Gemeindevertretung

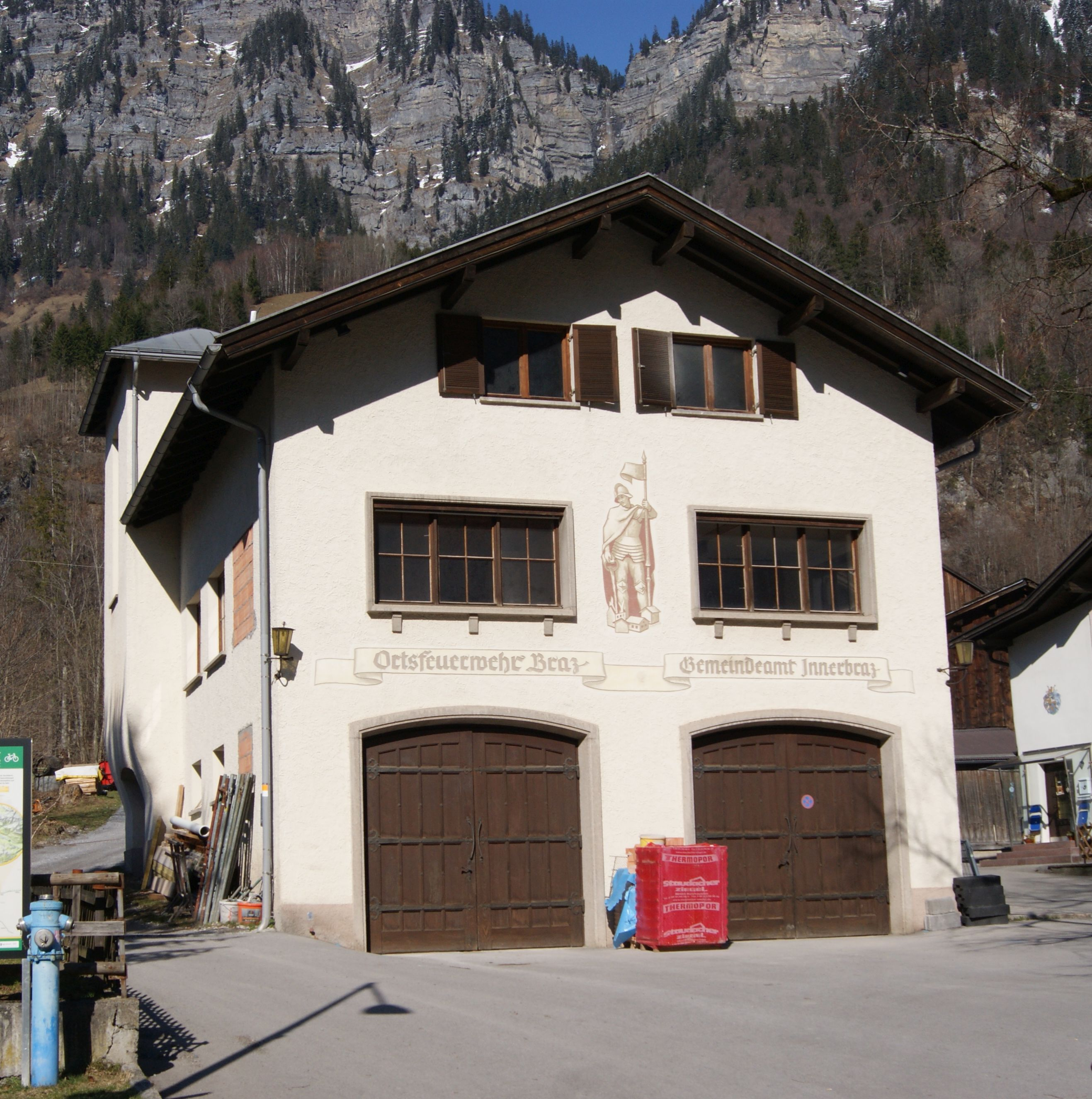
Gemeindeamt und Feuerwehrhaus

Gemeindevertretung durch Ankreuzen eines Listen-Wahlvorschlages bzw. durch Mehrheitswahl wenn kein Listenvorschlag vorliegt. Weiters den Bürgermeister durch Ankreuzen eines Wahlvorschlages.
Die Gemeindevertretung wählt in der konstituierenden Sitzung aus ihrer Mitte – sofern keine Wahl durch die Bürger zustande kam – gemäß § 61 Gemeindegesetz einen Bürgermeister und dann einen mindestens dreiköpfigen Gemeindevorstand. Die Zahl dieser „Gemeinderäte“ darf aber gemäß § 55 den vierten Teil der Zahl der Gemeindevertreter nicht übersteigen.
Der Bürgermeister führt den Vorsitz bei den generell öffentlichen Sitzungen der Gemeindevertretung, in denen kommunale Belange besprochen und Beschlüsse gefasst werden. Beobachter haben kein Mitspracherecht und kein Stimmrecht. Die Gemeindevertretung kann nach Bedarf Ausschüsse bestellen. Sitzungen des Gemeindevorstandes und der Ausschüsse sind nicht öffentlich.

#### Sitzverteilung nach den Wahlen
- Gemeindevertretungswahlen 1985: ÖVP 9, SPÖ 3.[11]
- Gemeindevertretungswahlen 1990: ÖVP 8, SPÖ 4.[12]
- Gemeindevertretungswahlen 1995: Offene Liste der ÖVP Innerbraz, SPÖ 3.[13]
- Gemeindevertretungswahlen 2000: Offene Liste der Innerbrazer Volkspartei 8, SPÖ 4.[14]
- Gemeindevertretungswahlen 2005: Offene Bürgerliste Innerbraz 8, SPÖ 4.[15]
- Die Wahl der Gemeinderäte erfolgte bei den Gemeindevertretungswahlen 2010, 2015, 2020 und 2025 mangels wählbarer Listen per Mehrheitswahl.[16][17][18][19]

### Bürgermeister
- 1945–1946 Josef Alfare[20]
- 1946–1947 Mathias Pötscher[20]
- 1947–1965 Hermann Graß[20]
- 1965–1970 Gustav Rützler[20]
- 1970–1982 Richard Vonbank[20]

- 1982–2010 Werner Walser[20][21][22]

- 2010–2012 Edmund Burtscher[23]
- 2012–2019 Eugen Hartmann[24]
- seit 2019 Hans Peter Pfanner[24][25]

## Persönlichkeiten

### Söhne und Töchter der Gemeinde
- Alois Dietrich (1860–1938), Landwirt und Politiker, Abgeordneter zum Vorarlberger Landtag und Gemeindevorsteher von Innerbraz
- Richard Walser (1897–1945), Politiker (CSP), Landwirt und Gendarm
- Erwin Hillbrand (1899–1971), Politiker (CSP), Geschäftsführer und Einkaufsleiter

### Personen mit Bezug zur Gemeinde
- Elisabeth Ebenberger (* 1942), Schriftstellerin – lebt hier seit den 1970er Jahren